# Karl Alfred Kihn
Karl Alfred Kihn (né le 20 octobre 1887 à Großauheim, mort le 10 mai 1976 à Wurtzbourg) est un homme politique allemand.

## Biographie
Karl Kihn, fils du docteur Karl Kihn, après l'abitur à Aschaffenbourg, étudie le droit dans les universités de Wurtzbourg et de Munich de 1907 à 1911. En 1907, il devient membre du syndicat étudiant catholique KDStV Thuringia Würzburg (de) au sein du CV (de). En 1911, il réussit le premier examen d'État en droit, termine son stage juridique et obtient un doctorat en droit. De 1914 à 1918, il est soldat pendant la Première Guerre mondiale. Kihn réussit le deuxième examen d'État en droit en 1919, puis entre dans la fonction administrative et est membre du conseil de l'arrondissement de Main-Spessart à Lohr de 1919 à 1921. De 1921 à 1931, il travaille au ministère bavarois de l'Enseignement et des Cultes (de) à Munich et de 1931 à 1938, il fait partie du Landrat de l'arrondissement de Miltenberg.
Kihn travaille de 1938 à 1947 en tant que conseiller du gouvernement du district de Basse-Franconie à Wurtzbourg et de 1947 à 1950 en tant que chef de département au ministère bavarois de l'Enseignement et des Cultes. De 1950 jusqu'à sa retraite liée à l'âge en 1952, il est président du district de Basse-Franconie.
Kihn rejoint le NSDAP en 1937 (numéro de membre 5.120.667), puis après 1945, il a rejoint la CSU. Aux élections du Bundestag en 1953, il est élu de la deuxième législature du Bundestag pour la circonscription de Wurtzbourg. Pendant ce temps, il est président du groupe de travail pour les questions générales et juridiques du groupe parlementaire CDU/CSU.
Il est membre à part entière de la commission des affaires d'administration interne et de la commission du droit juridique et constitutionnel.
En 1958, il est nommé chevalier de l'Ordre équestre du Saint-Sépulcre de Jérusalem par le Grand Maître, le cardinal Nicola Canali et investi dans l'église Saint-André de Cologne le 6 décembre 1958 par Lorenz Jaeger, Grand Prieur de la Lieutenance allemande.